# DAYS like NIGHTS
DAYS like NIGHTS is een internationaal radioprogramma. Het wordt gemaakt door de Nederlandse dj Eelke Kleijn. 
Het programma bevat dance-muziek dat door Kleijn aan elkaar wordt gemixt. Het programma wordt geregeld gemaakt in clubs wereldwijd en wordt in Nederland uitgezonden op diverse radiozenders, voornamelijk lokale omroepen en online zenders. 
Het wordt ook op SoundCloud aangeboden waar het wekelijks vele duizenden luisteraars trekt.